# Comuni della Repubblica Ceca (L)
Questa pagina contiene l'elenco dei comuni cechi il cui nome inizia con la lettera L.
Per ciascun comune sono indicati il distretto e la regione d'appartenenza. I comuni che hanno lo status di città (město) sono indicati in grassetto, quelli che hanno lo status di comune mercato (městys) in corsivo.
| Comune                         | Distretto           | Regione             |
| ------------------------------ | ------------------- | ------------------- |
| Labská Stráň                   | Děčín               | Ústí nad Labem      |
| Labské Chrčice                 | Pardubice           | Pardubice           |
| Labuty                         | Hodonín             | Moravia meridionale |
| Lačnov                         | Vsetín              | Zlín                |
| Lahošť                         | Teplice             | Ústí nad Labem      |
| Lampertice                     | Trutnov             | Hradec Králové      |
| Lančov                         | Znojmo              | Moravia meridionale |
| Lánov                          | Trutnov             | Hradec Králové      |
| Lanškroun                      | Ústí nad Orlicí     | Pardubice           |
| Lány (Pardubice)               | Chrudim             | Pardubice           |
| Lány (Vysočina)                | Havlíčkův Brod      | Vysočina            |
| Lány (Boemia centrale)         | Kladno              | Boemia centrale     |
| Lány u Dašic                   | Pardubice           | Pardubice           |
| Lanžhot                        | Břeclav             | Moravia meridionale |
| Lanžov                         | Trutnov             | Hradec Králové      |
| Lásenice                       | Jindřichův Hradec   | Boemia meridionale  |
| Laškov                         | Prostějov           | Olomouc             |
| Lašovice                       | Rakovník            | Boemia centrale     |
| Lavičky                        | Žďár nad Sázavou    | Vysočina            |
| Lavičné                        | Svitavy             | Pardubice           |
| Láz (Boemia centrale)          | Příbram             | Boemia centrale     |
| Láz (Vysočina)                 | Třebíč              | Vysočina            |
| Lazinov                        | Blansko             | Moravia meridionale |
| Lázně Bohdaneč                 | Pardubice           | Pardubice           |
| Lázně Bělohrad                 | Jičín               | Hradec Králové      |
| Lázně Kynžvart                 | Cheb                | Karlovy Vary        |
| Lázně Libverda                 | Liberec             | Liberec             |
| Lázně Toušeň                   | Praha-východ        | Boemia centrale     |
| Lazníčky                       | Přerov              | Olomouc             |
| Lazníky                        | Přerov              | Olomouc             |
| Lazsko                         | Příbram             | Boemia centrale     |
| Lažánky (Moravia meridionale)  | Brno-venkov         | Moravia meridionale |
| Lažánky (Boemia meridionale)   | Strakonice          | Boemia meridionale  |
| Lažany (Boemia meridionale)    | Strakonice          | Boemia meridionale  |
| Lažany (Moravia meridionale)   | Blansko             | Moravia meridionale |
| Lažany (Liberec)               | Liberec             | Liberec             |
| Lažiště                        | Prachatice          | Boemia meridionale  |
| Lážovice                       | Beroun              | Boemia centrale     |
| Lčovice                        | Prachatice          | Boemia meridionale  |
| Ledce (Kladno)                 | Kladno              | Boemia centrale     |
| Ledce (Mladá Boleslav)         | Mladá Boleslav      | Boemia centrale     |
| Ledce (Plzeň)                  | Plzeň-sever         | Plzeň               |
| Ledce (Hradec Králové)         | Hradec Králové      | Hradec Králové      |
| Ledce u Židlochovic            | Brno-venkov         | Moravia meridionale |
| Ledčice                        | Mělník              | Boemia centrale     |
| Ledeč nad Sázavou              | Havlíčkův Brod      | Vysočina            |
| Ledečko                        | Kutná Hora          | Boemia centrale     |
| Ledenice                       | České Budějovice    | Boemia meridionale  |
| Lednice                        | Břeclav             | Moravia meridionale |
| Ledvice                        | Teplice             | Ústí nad Labem      |
| Lechotice                      | Kroměříž            | Zlín                |
| Lechovice                      | Znojmo              | Moravia meridionale |
| Lejšovka                       | Hradec Králové      | Hradec Králové      |
| Lelekovice                     | Brno-venkov         | Moravia meridionale |
| Lenešice                       | Louny               | Ústí nad Labem      |
| Lenora (Repubblica Ceca)       | Prachatice          | Boemia meridionale  |
| Leskovec                       | Vsetín              | Zlín                |
| Leskovec nad Moravicí          | Bruntál             | Moravia-Slesia      |
| Leskovice                      | Pelhřimov           | Vysočina            |
| Lesná (Moravia meridionale)    | Znojmo              | Moravia meridionale |
| Lesná (Pelhřimov)              | Pelhřimov           | Vysočina            |
| Lesná (Třebíč)                 | Třebíč              | Vysočina            |
| Lesná (Plzeň)                  | Tachov              | Plzeň               |
| Lesní Hluboké                  | Brno-venkov         | Moravia meridionale |
| Lesní Jakubov                  | Třebíč              | Vysočina            |
| Lesnice                        | Šumperk             | Olomouc             |
| Lesonice (Vysočina)            | Třebíč              | Vysočina            |
| Lesonice (Moravia meridionale) | Znojmo              | Moravia meridionale |
| Lestkov                        | Tachov              | Plzeň               |
| Lesůňky                        | Třebíč              | Vysočina            |
| Lešany (Boemia centrale)       | Benešov             | Boemia centrale     |
| Lešany (Olomouc)               | Prostějov           | Olomouc             |
| Lešetice                       | Příbram             | Boemia centrale     |
| Leškovice                      | Havlíčkův Brod      | Vysočina            |
| Lešná                          | Vsetín              | Zlín                |
| Leština (Olomouc)              | Šumperk             | Olomouc             |
| Leština (Pardubice)            | Ústí nad Orlicí     | Pardubice           |
| Leština u Světlé               | Havlíčkův Brod      | Vysočina            |
| Leštinka                       | Chrudim             | Pardubice           |
| Letiny                         | Plzeň-jih           | Plzeň               |
| Letkov                         | Plzeň-město         | Plzeň               |
| Letohrad                       | Ústí nad Orlicí     | Pardubice           |
| Letonice                       | Vyškov              | Moravia meridionale |
| Letovice                       | Blansko             | Moravia meridionale |
| Lety (Boemia centrale)         | Praha-západ         | Boemia centrale     |
| Lety (Boemia meridionale)      | Písek               | Boemia meridionale  |
| Levín                          | Litoměřice          | Ústí nad Labem      |
| Levínská Olešnice              | Semily              | Liberec             |
| Lhánice                        | Třebíč              | Vysočina            |
| Lhenice                        | Prachatice          | Boemia meridionale  |
| Lhota (Kladno)                 | Kladno              | Boemia centrale     |
| Lhota (Praha-východ)           | Praha-východ        | Boemia centrale     |
| Lhota (Olomouc)                | Přerov              | Olomouc             |
| Lhota (Zlín)                   | Zlín                | Zlín                |
| Lhota pod Hořičkami            | Náchod              | Hradec Králové      |
| Lhota pod Libčany              | Hradec Králové      | Hradec Králové      |
| Lhota pod Radčem               | Rokycany            | Plzeň               |
| Lhota Rapotina                 | Blansko             | Moravia meridionale |
| Lhota u Lysic                  | Blansko             | Moravia meridionale |
| Lhota u Olešnice               | Blansko             | Moravia meridionale |
| Lhota u Příbramě               | Příbram             | Boemia centrale     |
| Lhota u Vsetína                | Vsetín              | Zlín                |
| Lhota-Vlasenice                | Pelhřimov           | Vysočina            |
| Lhotice                        | Třebíč              | Vysočina            |
| Lhotka (Beroun)                | Beroun              | Boemia centrale     |
| Lhotka (Moravia-Slesia)        | Frýdek-Místek       | Moravia-Slesia      |
| Lhotka (Jihlava)               | Jihlava             | Vysočina            |
| Lhotka (Mělník)                | Mělník              | Boemia centrale     |
| Lhotka (Olomouc)               | Přerov              | Olomouc             |
| Lhotka (Žďár nad Sázavou)      | Žďár nad Sázavou    | Vysočina            |
| Lhotka nad Labem               | Litoměřice          | Ústí nad Labem      |
| Lhotka u Litultovic            | Opava               | Moravia-Slesia      |
| Lhotka u Radnic                | Rokycany            | Plzeň               |
| Lhotky                         | Mladá Boleslav      | Boemia centrale     |
| Lhotsko                        | Zlín                | Zlín                |
| Lhoty u Potštejna              | Rychnov nad Kněžnou | Hradec Králové      |
| Lhůta                          | Plzeň-město         | Plzeň               |
| Libá                           | Cheb                | Karlovy Vary        |
| Libáň                          | Jičín               | Hradec Králové      |
| vojenský újezd Libavá          | Olomouc             | Olomouc             |
| Libavské Údolí                 | Sokolov             | Karlovy Vary        |
| Libčany                        | Hradec Králové      | Hradec Králové      |
| Libčeves                       | Louny               | Ústí nad Labem      |
| Libčice nad Vltavou            | Praha-západ         | Boemia centrale     |
| Libecina                       | Ústí nad Orlicí     | Pardubice           |
| Libědice                       | Chomutov            | Ústí nad Labem      |
| Liběchov                       | Mělník              | Boemia centrale     |
| Libějice                       | Tábor               | Boemia meridionale  |
| Libějovice                     | Strakonice          | Boemia meridionale  |
| Libel                          | Rychnov nad Kněžnou | Hradec Králové      |
| Libenice                       | Kolín               | Boemia centrale     |
| Liberec                        | Liberec             | Liberec             |
| Liberk                         | Rychnov nad Kněžnou | Hradec Králové      |
| Libeř                          | Praha-západ         | Boemia centrale     |
| Liběšice (Litoměřice)          | Litoměřice          | Ústí nad Labem      |
| Liběšice (Louny)               | Louny               | Ústí nad Labem      |
| Libětice                       | Strakonice          | Boemia meridionale  |
| Líbeznice                      | Praha-východ        | Boemia centrale     |
| Libež                          | Benešov             | Boemia centrale     |
| Libhošť                        | Nový Jičín          | Moravia-Slesia      |
| Libchavy                       | Ústí nad Orlicí     | Pardubice           |
| Libchyně                       | Náchod              | Hradec Králové      |
| Libín                          | České Budějovice    | Boemia meridionale  |
| Libice nad Cidlinou            | Nymburk             | Boemia centrale     |
| Libice nad Doubravou           | Havlíčkův Brod      | Vysočina            |
| Libina                         | Šumperk             | Olomouc             |
| Libiš                          | Mělník              | Boemia centrale     |
| Libišany                       | Pardubice           | Pardubice           |
| Libkov (Pardubice)             | Chrudim             | Pardubice           |
| Libkov (Plzeň)                 | Domažlice           | Plzeň               |
| Libkova Voda                   | Pelhřimov           | Vysočina            |
| Libkovice pod Řípem            | Litoměřice          | Ústí nad Labem      |
| Liblice                        | Mělník              | Boemia centrale     |
| Liblín                         | Rokycany            | Plzeň               |
| Libňatov                       | Trutnov             | Hradec Králové      |
| Libníč                         | České Budějovice    | Boemia meridionale  |
| Libočany                       | Louny               | Ústí nad Labem      |
| Libodřice                      | Kolín               | Boemia centrale     |
| Libníkovice                    | Hradec Králové      | Hradec Králové      |
| Libochovany                    | Litoměřice          | Ústí nad Labem      |
| Libochovice                    | Litoměřice          | Ústí nad Labem      |
| Libochovičky                   | Kladno              | Boemia centrale     |
| Liboměřice                     | Chrudim             | Pardubice           |
| Libomyšl                       | Beroun              | Boemia centrale     |
| Libořice                       | Louny               | Ústí nad Labem      |
| Liboš                          | Olomouc             | Olomouc             |
| Libošovice                     | Jičín               | Hradec Králové      |
| Libotenice                     | Litoměřice          | Ústí nad Labem      |
| Libotov                        | Trutnov             | Hradec Králové      |
| Libouchec                      | Ústí nad Labem      | Ústí nad Labem      |
| Libovice                       | Kladno              | Boemia centrale     |
| Librantice                     | Hradec Králové      | Hradec Králové      |
| Libřice                        | Hradec Králové      | Hradec Králové      |
| Libštát                        | Semily              | Liberec             |
| Libuň                          | Jičín               | Hradec Králové      |
| Libušín                        | Kladno              | Boemia centrale     |
| Licibořice                     | Chrudim             | Pardubice           |
| Lično                          | Rychnov nad Kněžnou | Hradec Králové      |
| Lidečko                        | Vsetín              | Zlín                |
| Lidice                         | Kladno              | Boemia centrale     |
| Lidmaň                         | Pelhřimov           | Vysočina            |
| Lichkov                        | Ústí nad Orlicí     | Pardubice           |
| Lichnov (Bruntál)              | Bruntál             | Moravia-Slesia      |
| Lichnov (Nový Jičín)           | Nový Jičín          | Moravia-Slesia      |
| Lichoceves                     | Praha-západ         | Boemia centrale     |
| Líně                           | Plzeň-sever         | Plzeň               |
| Linhartice                     | Svitavy             | Pardubice           |
| Lípa (Vysočina)                | Havlíčkův Brod      | Vysočina            |
| Lípa (Zlín)                    | Zlín                | Zlín                |
| Lípa nad Orlicí                | Rychnov nad Kněžnou | Hradec Králové      |
| Lipec                          | Kolín               | Boemia centrale     |
| Lipí                           | České Budějovice    | Boemia meridionale  |
| Lipina                         | Olomouc             | Olomouc             |
| Lipinka                        | Olomouc             | Olomouc             |
| Lipnice nad Sázavou            | Havlíčkův Brod      | Vysočina            |
| Lipník (Boemia centrale)       | Mladá Boleslav      | Boemia centrale     |
| Lipník (Vysočina)              | Třebíč              | Vysočina            |
| Lipník nad Bečvou              | Přerov              | Olomouc             |
| Lipno (Repubblica Ceca)        | Louny               | Ústí nad Labem      |
| Lipno nad Vltavou              | Český Krumlov       | Boemia meridionale  |
| Lipoltice                      | Pardubice           | Pardubice           |
| Lipov                          | Hodonín             | Moravia meridionale |
| Lipová (Karlovy Vary)          | Cheb                | Karlovy Vary        |
| Lipová (Prostějov)             | Prostějov           | Olomouc             |
| Lipová (Přerov)                | Přerov              | Olomouc             |
| Lipová (Zlín)                  | Zlín                | Zlín                |
| Lipová (Ústí nad Labem)        | Děčín               | Ústí nad Labem      |
| Lipová-lázně                   | Jeseník             | Olomouc             |
| Lipovec (Pardubice)            | Chrudim             | Pardubice           |
| Lipovec (Moravia meridionale)  | Blansko             | Moravia meridionale |
| Lipovice                       | Prachatice          | Boemia meridionale  |
| Liptál                         | Vsetín              | Zlín                |
| Liptaň                         | Bruntál             | Moravia-Slesia      |
| Lipůvka                        | Blansko             | Moravia meridionale |
| Lísek                          | Žďár nad Sázavou    | Vysočina            |
| Lískovice                      | Jičín               | Hradec Králové      |
| Líský                          | Kladno              | Boemia centrale     |
| Lisov                          | Plzeň-jih           | Plzeň               |
| Lišany (Boemia centrale)       | Rakovník            | Boemia centrale     |
| Lišany (Ústí nad Labem)        | Louny               | Ústí nad Labem      |
| Lišice                         | Hradec Králové      | Hradec Králové      |
| Líšina                         | Plzeň-jih           | Plzeň               |
| Líšná (Plzeň)                  | Rokycany            | Plzeň               |
| Líšná (Vysočina)               | Žďár nad Sázavou    | Vysočina            |
| Líšná (Olomouc)                | Přerov              | Olomouc             |
| Lišnice                        | Most                | Ústí nad Labem      |
| Líšnice (Boemia centrale)      | Praha-západ         | Boemia centrale     |
| Líšnice (Olomouc)              | Šumperk             | Olomouc             |
| Líšnice (Pardubice)            | Ústí nad Orlicí     | Pardubice           |
| Líšný                          | Jablonec nad Nisou  | Liberec             |
| Lišov                          | České Budějovice    | Boemia meridionale  |
| Líšťany (Plzeň)                | Plzeň-sever         | Plzeň               |
| Líšťany (Ústí nad Labem)       | Louny               | Ústí nad Labem      |
| Líté                           | Plzeň-sever         | Plzeň               |
| Liteň                          | Beroun              | Boemia centrale     |
| Litenčice                      | Kroměříž            | Zlín                |
| Litíč                          | Trutnov             | Hradec Králové      |
| Litichovice                    | Benešov             | Boemia centrale     |
| Litoboř                        | Náchod              | Hradec Králové      |
| Litobratřice                   | Znojmo              | Moravia meridionale |
| Litohlavy                      | Rokycany            | Plzeň               |
| Litohoř                        | Třebíč              | Vysočina            |
| Litohošť                       | Pelhřimov           | Vysočina            |
| Litochovice                    | Strakonice          | Boemia meridionale  |
| Litoměřice                     | Litoměřice          | Ústí nad Labem      |
| Litomyšl                       | Svitavy             | Pardubice           |
| Litostrov                      | Brno-venkov         | Moravia meridionale |
| Litošice                       | Pardubice           | Pardubice           |
| Litovany                       | Třebíč              | Vysočina            |
| Litovel                        | Olomouc             | Olomouc             |
| Litultovice                    | Opava               | Moravia-Slesia      |
| Litvínov                       | Most                | Ústí nad Labem      |
| Litvínovice                    | České Budějovice    | Boemia meridionale  |
| Lkáň                           | Litoměřice          | Ústí nad Labem      |
| Lnáře                          | Strakonice          | Boemia meridionale  |
| Lobeč                          | Mělník              | Boemia centrale     |
| Lobendava                      | Děčín               | Ústí nad Labem      |
| Lobodice                       | Přerov              | Olomouc             |
| Ločenice                       | České Budějovice    | Boemia meridionale  |
| Loděnice (Boemia centrale)     | Beroun              | Boemia centrale     |
| Loděnice (Moravia meridionale) | Brno-venkov         | Moravia meridionale |
| Lodhéřov                       | Jindřichův Hradec   | Boemia meridionale  |
| Lodín                          | Hradec Králové      | Hradec Králové      |
| Lochenice                      | Hradec Králové      | Hradec Králové      |
| Lochousice                     | Plzeň-sever         | Plzeň               |
| Lochovice                      | Beroun              | Boemia centrale     |
| Loket (Karlovy Vary)           | Sokolov             | Karlovy Vary        |
| Loket (Boemia centrale)        | Benešov             | Boemia centrale     |
| Lom (Tábor)                    | Tábor               | Boemia meridionale  |
| Lom (Strakonice)               | Strakonice          | Boemia meridionale  |
| Lom (Ústí nad Labem)           | Most                | Ústí nad Labem      |
| Lom u Tachova                  | Tachov              | Plzeň               |
| Lomec                          | Klatovy             | Plzeň               |
| Lomnice (Moravia meridionale)  | Brno-venkov         | Moravia meridionale |
| Lomnice (Moravia-Slesia)       | Bruntál             | Moravia-Slesia      |
| Lomnice (Karlovy Vary)         | Sokolov             | Karlovy Vary        |
| Lomnice nad Lužnicí            | Jindřichův Hradec   | Boemia meridionale  |
| Lomnice nad Popelkou           | Semily              | Liberec             |
| Lomnička                       | Brno-venkov         | Moravia meridionale |
| Lomy                           | Třebíč              | Vysočina            |
| Lopeník                        | Uherské Hradiště    | Zlín                |
| Losiná                         | Plzeň-město         | Plzeň               |
| Lošany                         | Kolín               | Boemia centrale     |
| Loštice                        | Šumperk             | Olomouc             |
| Loucká                         | Kladno              | Boemia centrale     |
| Loučany                        | Olomouc             | Olomouc             |
| Loučeň                         | Nymburk             | Boemia centrale     |
| Loučim                         | Domažlice           | Plzeň               |
| Loučka (Olomouc)               | Olomouc             | Olomouc             |
| Loučka (Vsetín)                | Vsetín              | Zlín                |
| Loučka (Zlín)                  | Zlín                | Zlín                |
| Loučky (Liberec)               | Semily              | Liberec             |
| Loučná nad Desnou              | Šumperk             | Olomouc             |
| Loučná pod Klínovcem           | Chomutov            | Ústí nad Labem      |
| Loučovice                      | Český Krumlov       | Boemia meridionale  |
| Louka (Hodonín)                | Hodonín             | Moravia meridionale |
| Louka (Blansko)                | Blansko             | Moravia meridionale |
| Louka u Litvínova              | Most                | Ústí nad Labem      |
| Loukov (Zlín)                  | Kroměříž            | Zlín                |
| Loukov (Boemia centrale)       | Mladá Boleslav      | Boemia centrale     |
| Loukovec                       | Mladá Boleslav      | Boemia centrale     |
| Loukovice                      | Třebíč              | Vysočina            |
| Louňová                        | Plzeň-jih           | Plzeň               |
| Louňovice                      | Praha-východ        | Boemia centrale     |
| Louňovice pod Blaníkem         | Benešov             | Boemia centrale     |
| Louny                          | Louny               | Ústí nad Labem      |
| Loužnice                       | Jablonec nad Nisou  | Liberec             |
| Lovčice (Moravia meridionale)  | Hodonín             | Moravia meridionale |
| Lovčice (Hradec Králové)       | Hradec Králové      | Hradec Králové      |
| Lovčičky                       | Vyškov              | Moravia meridionale |
| Lovčovice                      | Třebíč              | Vysočina            |
| Lovečkovice                    | Litoměřice          | Ústí nad Labem      |
| Lovosice                       | Litoměřice          | Ústí nad Labem      |
| Loza                           | Plzeň-sever         | Plzeň               |
| Lozice                         | Chrudim             | Pardubice           |
| Lštění                         | Benešov             | Boemia centrale     |
| Lubě                           | Blansko             | Moravia meridionale |
| Lubenec                        | Louny               | Ústí nad Labem      |
| Luběnice                       | Olomouc             | Olomouc             |
| Lubná (Zlín)                   | Kroměříž            | Zlín                |
| Lubná (Boemia centrale)        | Rakovník            | Boemia centrale     |
| Lubná (Pardubice)              | Svitavy             | Pardubice           |
| Lubné                          | Brno-venkov         | Moravia meridionale |
| Lubnice                        | Znojmo              | Moravia meridionale |
| Lubník                         | Ústí nad Orlicí     | Pardubice           |
| Luboměř                        | Nový Jičín          | Moravia-Slesia      |
| Luby                           | Cheb                | Karlovy Vary        |
| Lučany nad Nisou               | Jablonec nad Nisou  | Liberec             |
| Lučice                         | Havlíčkův Brod      | Vysočina            |
| Lučina                         | Frýdek-Místek       | Moravia-Slesia      |
| Ludgeřovice                    | Opava               | Moravia-Slesia      |
| Ludíkov                        | Blansko             | Moravia meridionale |
| Ludkovice                      | Zlín                | Zlín                |
| Ludmírov                       | Prostějov           | Olomouc             |
| Ludslavice                     | Kroměříž            | Zlín                |
| Ludvíkov                       | Bruntál             | Moravia-Slesia      |
| Ludvíkovice                    | Děčín               | Ústí nad Labem      |
| Luhačovice                     | Zlín                | Zlín                |
| Luka (Repubblica Ceca)         | Česká Lípa          | Liberec             |
| Luká                           | Olomouc             | Olomouc             |
| Luka nad Jihlavou              | Jihlava             | Vysočina            |
| Lukavec (Vysočina)             | Pelhřimov           | Vysočina            |
| Lukavec (Ústí nad Labem)       | Litoměřice          | Ústí nad Labem      |
| Lukavec u Hořic                | Jičín               | Hradec Králové      |
| Lukavice (Chrudim)             | Chrudim             | Pardubice           |
| Lukavice (Olomouc)             | Šumperk             | Olomouc             |
| Lukavice (Hradec Králové)      | Rychnov nad Kněžnou | Hradec Králové      |
| Lukavice (Ústí nad Orlicí)     | Ústí nad Orlicí     | Pardubice           |
| Lukov (Vysočina)               | Třebíč              | Vysočina            |
| Lukov (Zlín)                   | Zlín                | Zlín                |
| Lukov (Moravia meridionale)    | Znojmo              | Moravia meridionale |
| Lukov (Ústí nad Labem)         | Teplice             | Ústí nad Labem      |
| Luková                         | Ústí nad Orlicí     | Pardubice           |
| Lukovany                       | Brno-venkov         | Moravia meridionale |
| Lukoveček                      | Zlín                | Zlín                |
| Luleč                          | Vyškov              | Moravia meridionale |
| Lupenice                       | Rychnov nad Kněžnou | Hradec Králové      |
| Luštěnice                      | Mladá Boleslav      | Boemia centrale     |
| Lutín                          | Olomouc             | Olomouc             |
| Lutonina                       | Zlín                | Zlín                |
| Lutopecny                      | Kroměříž            | Zlín                |
| Lužany (Jičín)                 | Jičín               | Hradec Králové      |
| Lužany (Plzeň)                 | Plzeň-jih           | Plzeň               |
| Lužany (Hradec Králové)        | Hradec Králové      | Hradec Králové      |
| Lužce                          | Beroun              | Boemia centrale     |
| Luže                           | Chrudim             | Pardubice           |
| Lužec nad Cidlinou             | Hradec Králové      | Hradec Králové      |
| Lužec nad Vltavou              | Mělník              | Boemia centrale     |
| Luženičky                      | Domažlice           | Plzeň               |
| Lužice (Moravia meridionale)   | Hodonín             | Moravia meridionale |
| Lužice (Boemia meridionale)    | Prachatice          | Boemia meridionale  |
| Lužice (Olomouc)               | Olomouc             | Olomouc             |
| Lužice (Ústí nad Labem)        | Most                | Ústí nad Labem      |
| Lužná (Boemia centrale)        | Rakovník            | Boemia centrale     |
| Lužná (Zlín)                   | Vsetín              | Zlín                |
| Lužnice (Repubblica Ceca)      | Jindřichův Hradec   | Boemia meridionale  |
| Lysá nad Labem                 | Nymburk             | Boemia centrale     |
| Lysice                         | Blansko             | Moravia meridionale |
| Lysovice                       | Vyškov              | Moravia meridionale |